# بمبوری (دو)
بمبوری، روستایی در دهستان چهل منی بخش سرخ قلعه شهرستان قلعه‌گنج در استان کرمان ایران است.

## جمعیت
بر پایه سرشماری عمومی نفوس و مسکن در سال ۱۳۹۵، جمعیت این روستا برابر با ۷۷۶ نفر (۱۸۵ خانوار) بوده‌است.